# 보호관찰처분
보호관찰처분이란 내란죄 등 특정범죄를 범한 자에 대하여 재범의 위험성을 예방하기 위하여 국가의 안전과 사회의 안녕을 유지할 목적으로 검사의 청구에 의하여 법무부장관이 행하는 처분이다.